# Le Réséda
Pour les articles homonymes, voir Reseda (homonymie).
Le Réséda est une sculpture monumentale de Jean Dubuffet.
Réalisée en 1988, sa hauteur est de 6,5 m. Elle est exposée dans la Cour d'honneur de la Caisse des dépôts et consignations à Paris.